# Indra Kamadjojo

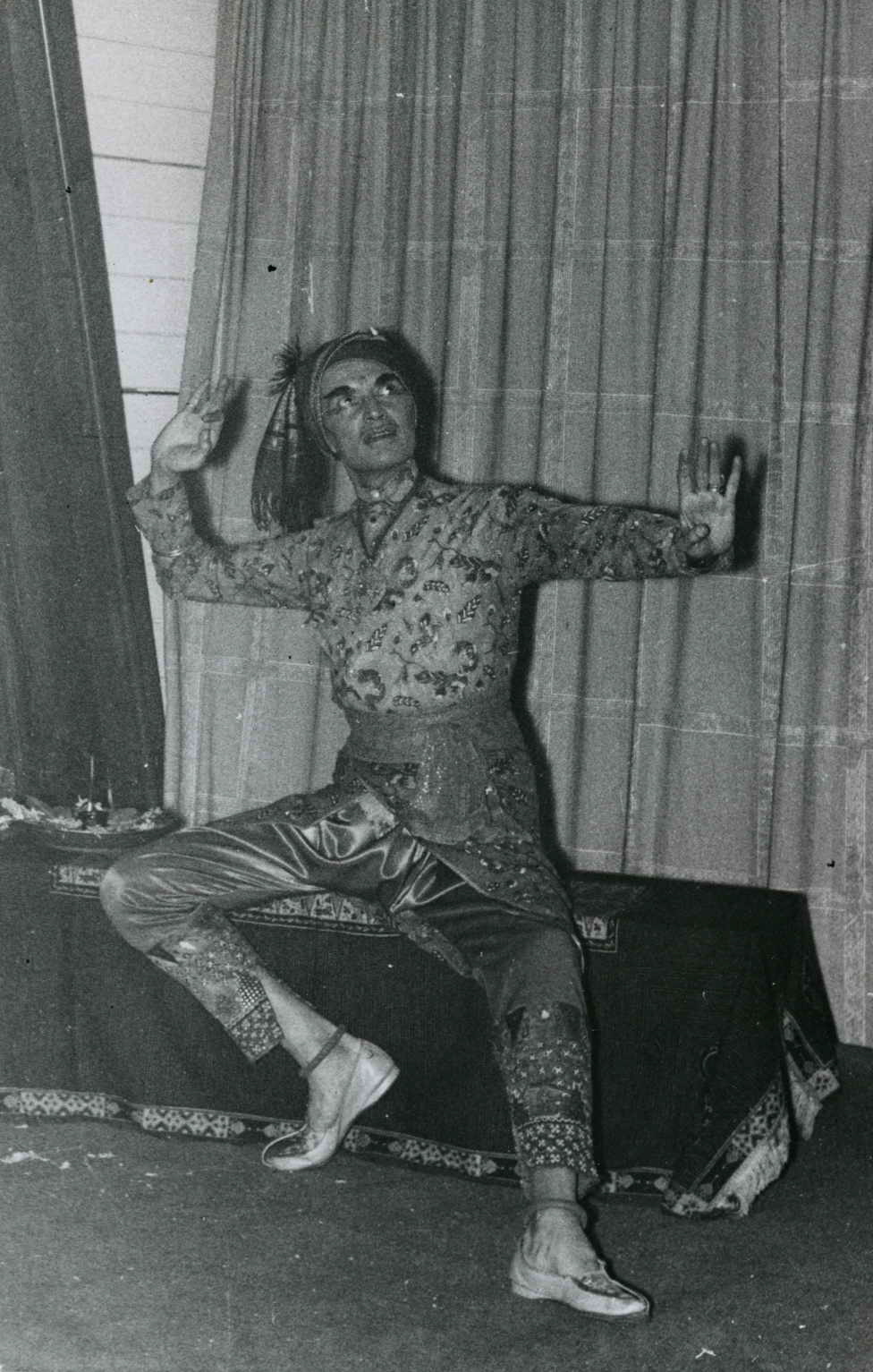
Indra Kamadjojo (1959)

Indra Kamadjojo (Banyumas, 4 oktober 1906 - Amsterdam, 7 september 1992) was een danser, verteller en acteur, die de personificatie van de Indische dans in Nederland werd.
Jan Leonard (Leo) Broekveldt, zijn echte naam, was een Indische Nederlander. Hij werd op Midden-Java geboren, zijn vader was een hoge Nederlandse ambtenaar en amateur-archeoloog, zijn moeder was Indo-Europees. Zijn interesse in de Javaanse cultuur ontstond al op jonge leeftijd doordat zijn vader hem meenam in de wereld van wajanggeschiedenis, de hindoeïstische cultuur en godenmythen. Leetje, zoals hij genoemd werd, genoot van een bevoorrechte jeugd. Als zijn ouders op reis waren, logeerde hij in het huis van de regent. Die kinderen, en hijzelf ook, kregen Javaanse danslessen. 
Zijn vader werd benoemd tot directeur Binnenlands Bestuur maar kon de druk van het werk niet aan, en het gezin verhuisde in 1920 naar Nederland. 
Broekveldt studeerde economie aan de Nederlandsche Handels-Hoogeschool in Rotterdam. In 1929 begon hij als klerk bij de Bataafsche Petroleum Maatschappij om de mogelijkheid te krijgen naar Indië te worden uitgezonden. Dat lukte niet, en in 1930 besloot hij daarom Indisch recht in Leiden te gaan studeren. Hij maakte zijn studie niet af omdat hij een moderne dansopleiding begon bij Igor Schwezoff, die les gaf op de dansschool van Darja Collin. In 1933 ontmoette hij daar de danseres Tine Dekker. Ze trouwden in oktober 1935.
In 1935 maakte Broekveldt zijn toneeldebuut. Voor het cabaret van Amsy Moïna viel hij in als Raden Pandji, omdat de oorspronkelijke Javaanse danser ziek was geworden. Van Raden Mas Waloejo leerde hij daarvoor drie klassieke Javaanse dansen, die hij gedurende zijn hele carrière in zijn repertoire zou houden. In datzelfde jaar werkte hij als danser mee aan het toneelstuk De beul van Pär Lagerkvist onder regie van Albert van Dalsum. Het antifascistische stuk riep veel weerstand op bij de NSB en werd na enkele voorstellingen verboden. Vervolgens had hij een exotische dansact met zijn vrouw als het duo Jeantine et Leonard. In 1936 sloot hij zich aan bij een balletgroep onder Yvonne Georgi. Toen de belangrijkste beoefenaar van Javaanse dansen, Raden Mas Jodjana, naar Frankrijk verhuisde, nam Broekveldt de naam de Indra Kamadjaja aan en maakte als zodanig op 4 april 1936 zijn debuut. In 1939 speelde hij in Calcutta, 4 mei van Lion Feuchtwanger onder regie van Cruys Voorbergh de rol van Radjah Nenkomar, en kreeg daarvoor positieve reacties in de pers. In de aanloop naar de Tweede Wereldoorlog werd hij opgeroepen om dienst te nemen en werd in Woudrichem gelegerd. Na de overgave van Nederland was hij zo naïef om de opdracht aan te nemen om in een reeks artikelen Herinneringen van een Danser in De Haagsche Post de contouren te schetsen van een nieuwe dansorde voor Nederland. De reeks was een onderdeel van de Duitse propagandacampagne die tot doel had het dansvak op een verheerlijkende manier onder de aandacht van het publiek te brengen. Toen hem in 1941 duidelijk werd dat de Indische danskunst daarin niet zo gewenst was, trok Broekveldt zich terug. Hij had nog wel een werkvergunning aangevraagd bij de Nederlandsche Kultuurkamer. De eerste oorlogsjaren hebben de Broekveldts talloze optredens opgeleverd, zowel met een Indische dansact, als met het exotische danspaar Jantine et Leonard. In 1943 werd de Arbeitseinsatz aangescherpt. Ook de Kultuurkamer werd opgeroepen zoveel mogelijk artiesten aan te leveren. Leo Broekveldt vertrok daarom met zijn vrouw naar België, waar een ander regime heerste. In hun Amsterdamse appartement dook Abraham Elzas onder. De zwangerschap van zijn vrouw leidde ertoe dat Broekveldt aan zijn solocarrière begon. Met de hulp van Frans Olbrechts bouwde hij een succesvolle act van Indische dansen op. In België gebruikte hij voor het eerst zijn uiteindelijke artiestennaam Indra Kamadjojo. Halverwege 1944 verhuisden Broekveldt en zijn vrouw weer naar Amsterdam. Hun zoon, Peter, werd op 4 juli geboren, op het moment dat Broekveldt zijn eerste optreden in Nederland had als Indra Kamadjojo in de uitverkochte Kleine Zaal van het Concertgebouw. De recensies waren zonder uitzondering positief. Tot aan de hongerwinter trad hij in verschillende steden op. Na de bevrijding trad hij in juli voor het eerst weer op in het Koloniaal Instituut. 
Na de oorlog ontwikkelde zijn carrière als danser met een Indonesisch repertoire zich gestaag. Hij had successen in Denemarken, Noorwegen, Zweden, Zwitserland, Duitsland, Oostenrijk, Tsjechoslowakije en Hongarije. Indra was de eerste Nederlandse artiest die in de Verenigde Staten op de televisie optrad. Hij trad van 1947 tot 1968 elke zondagmiddag gratis op in het Tropenmuseum. In 1948 trad hij met een groep danseressen op in Parijs. In 1951 kreeg hij het Indonesische staatsburgerschap omdat hij het "als ambassadeur van de Indonesische dans logisch vond de Indonesische nationaliteit te hebben". In 1952 maakte hij de choreografie voor het symfonisch gedicht Le Rossignol van Igor Stravinsky. Door reuma moest hij zich vanaf 1955 beperken tot simpele dansbewegingen en het vertellen van Indische legendes.
In 1954 werd hij tot voorzitter van de Nederlandse Beroepsvereniging van Danskunstenaars gekozen. In 1956 werd hij benoemd tot de Raad voor de Kunst, waar hij verantwoordelijk was voor de afdeling Danskunst. In 1957 werd hij benoemd tot de adviescommissie voor de toekenning van studiebeurzen. Als docent Dansgeschiedenis gaf hij vorm aan de dansopleiding op het Koninklijk Conservatorium. In 1959 werd hij voorzitter van de eerste staatscommissie voor de examens voor de danskunst. In hetzelfde jaar reikte hij het eerste staatsdiploma uit.  Voor de Nederlandse Opera creëerde hij de choreografie voor Les pêcheurs de perles en voor Turandot. Voor Het Nationale Ballet ontwierp hij het dansspel Krishna en Radha. 
Van 1959 tot 1961 had hij de zakelijke leiding over het Nederlands Ballet, maar hij hield dat niet uit door het dominante optreden van Sonia Gaskell. 
In 1962 maakte hij een studiereis van zes weken naar India, en werd boeddhist. In september 1962 bezocht hij Suriname en de Antillen. Kamadjojo doceerde aan de Nel Roos Balletacademie, het Brabants Conservatorium en de Scapino Dansakademie.
Als uitbeelder van het hertje Kantjil werd hij in 1957/58 bekend bij tv-kijkend Nederland. Na zijn pensionering speelde hij de rol van Tobias de Tovenaar in het NCRV-kinderprogramma Kijkkast. In 1974 speelde hij de regent van Ngadjiwa in de tv-serie De stille kracht en adviseerde hij de productie over Indonesische adat. Een jaar later speelde hij de rol van een inlands arts in de bewerking van het korte verhaal Vergif van Roald Dahl. Tussen 1979 en 1981 trad hij regelmatig op in de Late Late Lien Show van Wieteke van Dort, een nostalgisch programma in een Indische setting.
In 1975 maakte hij een reis naar Indonesië, zijn geboorteland, dat hij 55 jaar niet had gezien.
Indra Kamadjojo overleed op 7 september 1992 in het Prinsengrachtziekenhuis te Amsterdam.

## Onderscheidingen
- In 1972 werd hij geridderd in de Orde van Oranje-Nassau[8]

## Wetenswaardigheden
- Broekveldt koos al in 1930 voor de Indonesische onafhankelijkheid.
- Hij was tevens yogaleraar
- Indra had ook een woning in El Atabal, een nederzetting voor Indische Nederlanders bij de Zuid-Spaanse stad Málaga